# Stefan Karadzja (distrikt i Bulgarien, Varna)
Stefan Karadzja (bulgariska: Стефан Караджа) är ett distrikt i Bulgarien.   Det ligger i kommunen Obsjtina Văltjidol och regionen Oblast Varna, i den nordöstra delen av landet, 300 km öster om huvudstaden Sofia.
Trakten runt Stefan Karadzja består till största delen av jordbruksmark. Runt Stefan Karadzja är det ganska glesbefolkat, med 29 invånare per kvadratkilometer.